# Diskografie Bon Jovi
Tento článek pojednává o diskografii americké rockové hudební skupiny Bon Jovi.

## Diskografie

### Studiová alba
| Název alba        | Detaily k albu                                                           | Ocenění |          |                                                                      |                                           |
| ----------------- | ------------------------------------------------------------------------ | --- | -------- | -------------------------------------------------------------------- | ----------------------------------------- |
| Název alba        | Detaily k albu                                                           | Ocenění | Bon Jovi | - Vyšlo: 21.1.1984 - Vydal: Mercury Records - Nosiče: CD, Kazeta, LP | - US: 2× Platinum - CAN: Gold - SWI: Gold |
| 7800° Fahrenheit  | - Vyšlo: 20.4.1985 - Vydal: Mercury Records - Nosiče: CD, Kazeta, LP     | - US: Platinum - CAN: Platinum |          |                                                                      |                                           |
| Slippery When Wet | - Vyšlo: 18.8.1986 - Vydal: Mercury Records - Nosiče: CD, Kazeta, LP     | - US: 12× Platinum - AUS: 6× Platinum - CAN: 10× Platinum - FIN: Platinum - GER: Platinum - JAP: Gold - UK: 3× Platinum                                      |          |                                                                      |                                           |
| New Jersey        | - Vyšlo: 13.9.1988 - Vydal: Mercury Records - Nosiče: CD, Kazeta, LP     | - US: 7× Platinum - AUS: 2× Platinum - AUT: Platinum - CAN: 5× Platinum - FIN: Platinum - GER: Platinum - JAP: Platinum - SWI: Platinum - UK: 2× Platinum    |          |                                                                      |                                           |
| Keep the Faith    | - Vyšlo: 3.11.1992 - Vydal: Mercury Records - Nosiče: CD, Kazeta, LP     | - US: 2× Platinum - AUS: 3× Platinum - AUT: 2× Platinum - CAN: 5× Platinum - FIN: Gold - GER: Platinum - JAP: Platinum - SWI: 3× Platinum - UK: Platinum     |          |                                                                      |                                           |
| These Days        | - Vyšlo: 27.6.1995 - Vydal: Mercury Records - Nosiče: CD, Kazeta         | - US: Platinum - AUS: Platinum - AUT: Platinum - CAN: 2× Platinum - FIN: Platinum - GER: Gold - JAP: 3× Platinum - SWI: Platinum - UK: 2× Platinum           |          |                                                                      |                                           |
| Crush             | - Vyšlo: 13.6.2000 - Vydal: Island/Mercury Records - Nosiče: CD, Kazeta  | - US: 2× Platinum - AUS: Platinum - AUT: Platinum - CAN: 2× Platinum - FIN: Platinum - GER: 2× Platinum - JAP: 2× Platinum - SWI: 3× Platinum - UK: Platinum |          |                                                                      |                                           |
| Bounce            | - Vyšlo: 8.10.2002 - Vydal: Island Records - Nosiče: CD, Kazeta          | - US: Gold - AUS: Gold - AUT: Gold - CAN: Platinum - GER: Platinum - JAP: Platinum - SWI: Platinum - UK: Gold                                                |          |                                                                      |                                           |
| Have a Nice Day   | - Vyšlo: 20.9.2005 - Vydal: Island Records - Nosiče: CD, DualDisc        | - US: Platinum - AUS: Gold - AUT: Platinum - CAN: Platinum - JAP: Platinum - SWI: Platinum - UK: Gold                                                        |          |                                                                      |                                           |
| Lost Highway      | - Vyšlo: 8.6.2007 - Vydal: Island/Mercury Nashville - Nosiče: CD         | - US: Platinum - AUS: Gold - AUT: 2× Platinum - CAN: 3× Platinum - GER: Platinum JAP: Gold - SWI: Platinum - UK: Gold                                        |          |                                                                      |                                           |
| The Circle        | - Vyšlo: 10.11.2009 - Vydal: Island Records - Nosiče: CD, music download | - US: Gold - AUS: Gold - CAN: Platinum - GER: Gold - JAP: Gold - SWI: Gold - UK: Gold                                                                        |          |                                                                      |                                           |
| What About Now    | - Vyjde: 2013 - Vydal: Island Records - Nosiče: CD, download             | - AUS: Gold - CAN: Gold - GER: Gold - UK: Silver |          |                                                                      |                                           |

### Koncertní alba
| Název alba | Detaily alba                                                   | Ocenění |                               |                                                                 |                                                                                 |
| ---------- | -------------------------------------------------------------- | ------- | ----------------------------- | --------------------------------------------------------------- | ------------------------------------------------------------------------------- |
| Název alba | Detaily alba                                                   | Ocenění | One Wild Night Live 1985-2001 | - Vyšlo: 22.5.2001 - Vydal: Island Records - Nosiče: CD, Kazeta | - AUT: Gold - CAN: Gold - EU: Platinum - GER: Gold - SWI: Platinum - UK: Silver |
| Inside Out | - Vyšlo: 27.11.2012 - Vydal: Island Records - Nosiče: download |         |                               |                                                                 |                                                                                 |

### Kompilační alba
| Název alba            | Detaily alba                                                                                      | Ocenění |            |                                                                       | |
| --------------------- | ------------------------------------------------------------------------------------------------- | --- | ---------- | --------------------------------------------------------------------- | --- |
| Název alba            | Detaily alba                                                                                      | Ocenění | Cross Road | - Vyšlo: 10.10.1994 - Vydal: Mercury Records - Nosiče: CD, Kazeta, LP | - US: 4× Platinum - AUS: 11× Platinum - AUT: 3× Platinum - CAN: 10× Platinum - EU: 8× Platinum - FIN: 2× Platinum - GER: 2× Platinum - JAP: 4× Platinum - SWI: 3× Platinum - UK: 5× Platinum |
| This Left Feels Right | - Vyšlo: 4.11.2003 - Vydal: Island Records - Nosiče: CD - Nové akustické verze                    | - AUT: Gold - CAN: Gold - GER: Gold - JAP: Gold - SWI: Gold - UK: Silve                                               |            |                                                                       | |
| Greatest Hits         | - Vyšlo: 9.11.2010 - Vydal: Island Records - Nosiče: CD - Jednodisková nebo dvoudisková kompilace | - US: Gold - AUS: 3× Platinum - EU: Platinum - FIN: Gold - GER: Gold - IRE: 2× Platinum - JAP: Gold - UK: 2× Platinum |            |                                                                       | |

### Box Sety
| Název alba | Detaily alba | Ocenění |                                           |                                                                                               |            |
| ---------- | ------------ | ------- | ----------------------------------------- | --------------------------------------------------------------------------------------------- | ---------- |
| Název alba | Detaily alba | Ocenění | 100,000,000 Bon Jovi Fans Can't Be Wrong… | - Vyšlo: 16.11.2004 - Vydal: Island Records - Nosiče: CD - Skladby co nevyšly na žádném albu. | - US: Gold |

### Sólová alba

#### Jon Bon Jovi
| Název alba                            | Detaily alba                                                                                              | Ocenění                         |                |                                                                      |                                            |
| ------------------------------------- | --- | ------------------------------- | -------------- | -------------------------------------------------------------------- | ------------------------------------------ |
| Název alba                            | Detaily alba                                                                                              | Ocenění                         | Blaze Of Glory | - Vyšlo: 26.7.1990 - Vydal: Mercury Records - Nosiče: CD, Kazeta, LP | - US: 2× Multi-Platinum - CAN: 2× Platinum |
| Destination Anywhere                  | - Vyšlo: 17.6.1997 - Vydal: Mercury Records - Nosiče: CD                                                  | - CAN: Platinum - ITA: Platinum |                |                                                                      |                                            |
| John Bongiovi: The Powerstation Years | - Vyšlo: 20.12.1999 - Nosiče: CD - Písně z období práce Jona Bon Joviho v nahrávacím studiu Powerstation. |                                 |                |                                                                      |                                            |

#### Richie Sambora
| Název alba               | Detaily alba                                                     |                       |                                                                              |
| ------------------------ | ---------------------------------------------------------------- | --------------------- | ---------------------------------------------------------------------------- |
| Název alba               | Detaily alba                                                     | Stranger In This Town | - Vyšlo: 3.9.1991 - Vydal: Mercury Records/Polygram - Nosiče: CD, Kazeta, LP |
| Undiscovered Soul        | - Vyšlo: 3.3.1998 - Vydal: Mercury Records/Polygram - Nosiče: CD |                       |                                                                              |
| Aftermath Of The Lowdown | - Vyjde: 18.9.2012 - Vydá: Dangerbird Records - Nosiče: CD       |                       |                                                                              |

#### David Bryan
| Název alba     | Detaily alba                                                     |                          |                                             |
| -------------- | ---------------------------------------------------------------- | ------------------------ | ------------------------------------------- |
| Název alba     | Detaily alba                                                     | Netherworld (Soundtrack) | - Vyšlo: 12.2.1992 - Nosiče: CD, Kazeta, LP |
| On A Full Moon | - Vyšlo: 9.9.1995 - Vydal: Ignition Records - Nosiče: CD, Kazeta |                          |                                             |
| Lunar Eclipse  | - Vyšlo: 5.12.2000 - Vydal: Rounder/UMGD - Nosiče: CD            |                          |                                             |

## Video alba
| Rok  | Název alba                                   |
| ---- | -------------------------------------------- |
| 1985 | Breakout: Video Singles                      |
| 1987 | Slippery When Wet: The Videos                |
| 1989 | New Jersey: The Videos                       |
| 1990 | Access All Areas: A Rock & Roll Odyssey      |
| 1993 | Keep the Faith: An Evening with Bon Jovi     |
| 1994 | Keep the Faith: The Videos                   |
| 1994 | Crossroad: The Videos                        |
| 1995 | Live from London                             |
| 2000 | The Crush Tour                               |
| 2003 | This Left Feels Right Live                   |
| 2007 | Lost Highway: The Concert                    |
| 2009 | When We Were Beatiful                        |
| 2009 | Live at Madison Sqaure Garden                |
| 2010 | Greatest Hits: The Ultimate Video Collection |

## Singly

### 1983-1989
| Rok  | Singl                           | US | UK |
| ---- | ------------------------------- | -- | -- |
| 1983 | „Runaway“                       | 39 | —  |
| 1984 | „She Don't Know Me“             | 48 | —  |
| 1984 | „Burning For Love“              | —  | —  |
| 1985 | „Only Lonely“                   | 54 | 24 |
| 1985 | „In And Out Of Love“            | 69 | —  |
| 1985 | „The Hardest Part Is The Night“ | —  | 68 |
| 1986 | „Silent Night“                  | —  | —  |
| 1986 | „You Give Love A Bad Name“      | 1  | 14 |
| 1986 | „Livin' On A Prayer“            | 1  | 4  |
| 1987 | „Wanted Dead Or Alive“          | 7  | 13 |
| 1987 | „Never Say Goodbye“             | —  | 21 |
| 1988 | „Bad Medicine“                  | 1  | 17 |
| 1988 | „Born To Be My Baby“            | 3  | 22 |
| 1989 | „I'll Be There For You“         | 1  | 18 |
| 1989 | „Lay Your Hands On Me“          | 7  | 18 |
| 1989 | „Living In Sin“                 | 9  | 35 |

### 1992-1999
| Rok  | Singl                            | US | UK |
| ---- | -------------------------------- | -- | -- |
| 1992 | „Keep The Faith“                 | 29 | 5  |
| 1993 | „Bed Of Roses“                   | 10 | 13 |
| 1993 | „In These Arms“                  | 27 | 9  |
| 1993 | „I'll Sleep When I'm Dead“       | 97 | 17 |
| 1993 | „I Believe“                      | —  | 11 |
| 1994 | „Dry County“                     | —  | 9  |
| 1994 | „Always“                         | 4  | 2  |
| 1994 | „Please Come Home For Christmas“ | —  | 7  |
| 1995 | „Someday I'll Be Saturday Night“ | —  | 7  |
| 1995 | „This Ain't A Love Song“         | 14 | 6  |
| 1995 | „Something For The Pain“         | 76 | 8  |
| 1995 | „Lie To Me“                      | 76 | 10 |
| 1996 | „These Days“                     | —  | 7  |
| 1996 | „Hey God“                        | —  | 13 |
| 1999 | „Real Life“                      | —  | 21 |

### 2000-2009
| Rok  | Singl                                                      | US  | UK  |
| ---- | ---------------------------------------------------------- | --- | --- |
| 2000 | „It's My Life“                                             | 33  | 3   |
| 2000 | „Say It Isn't So“                                          | —   | 10  |
| 2000 | „Thank You For Loving Me“                                  | 57  | 12  |
| 2001 | „One Wild Night“                                           | —   | 10  |
| 2001 | „Wanted Dead Or Alive (live)“                              | —   | —   |
| 2002 | „Everyday“                                                 | 118 | 5   |
| 2002 | „Bounce“                                                   | —   | —   |
| 2002 | „Misunderstood“                                            | 106 | 21  |
| 2003 | „All About Lovin' You“                                     | —   | 9   |
| 2003 | „The Distance“                                             | —   | —   |
| 2003 | „It's My Life (2003)“                                      | —   | —   |
| 2005 | „Have A Nice Day“                                          | 53  | 6   |
| 2005 | „Who Says You Can't Go Home“                               | —   | —   |
| 2005 | „Who Says You Can't Go Home (duet s Jennifer Nettlesovou)“ | 23  | 5   |
| 2006 | „Welcome To Wherever You Are“                              | —   | 19  |
| 2007 | „(You Want To) Make A Memory“                              | 27  | 33  |
| 2007 | „Till We Ain't Strangers Anymore“                          | 123 | —   |
| 2007 | „Lost Highway“                                             | —   | 117 |
| 2008 | „Whole Lot Of Leavin'“                                     | —   | —   |
| 2009 | „We Weren't Born To Follow“                                | 68  | 25  |

### 2010-současnost
| Rok  | Singl                    | US  | UK  |
| ---- | ------------------------ | --- | --- |
| 2010 | „Superman Tonight“       | —   | —   |
| 2010 | „When We Were Beautiful“ | —   | —   |
| 2010 | „What Do You Got?“       | 102 | 127 |
| 2011 | „No Apologies“           | —   | —   |
| 2011 | „This Is Our House“      | —   | —   |
| 2013 | „Because We Can“         | —   | —   |
| 2013 | "What About Now"         |     |     |

## Videoklipy
| Rok  | Skladba                                                                                        | Vydavatelství                                    | Režisér             |
| ---- | ---------------------------------------------------------------------------------------------- | ------------------------------------------------ | ------------------- |
| 1984 | "Runaway"                                                                                      | Mercury/Polygram Records                         | Michael Cuesta      |
| 1984 | "She Don't Know Me"                                                                            | Mercury                                          | Martin Kahan        |
| 1985 | "In and Out of Love"                                                                           | Mercury                                          | Martin Kahan        |
| 1985 | "Only Lonely"                                                                                  | Mercury                                          | Jack Cole           |
| 1985 | "Silent Night"                                                                                 | Mercury                                          | Marcelo Epstein     |
| 1986 | "You Give Love a Bad Name"                                                                     | Island Mercury                                   | Wayne Isham         |
| 1986 | "Livin' on a Prayer"                                                                           | Mercury/Polygram Records                         | Wayne Isham         |
| 1987 | "Wanted Dead or Alive"                                                                         | Island                                           | Wayne Isham         |
| 1987 | "Never Say Goodbye"                                                                            | Mercury                                          | Wayne Isham         |
| 1987 | "Wild in the Streets"                                                                          | Mercury                                          | Wayne Isham         |
| 1988 | "Bad Medicine"(original version)                                                               | Mercury/Polygram Records                         | Wayne Isham         |
| 1988 | "Bad Medicine"(fan-recorded version)                                                           | Mercury/Polygram Records                         | Wayne Isham         |
| 1988 | "Born to Be My Baby"                                                                           | Mercury                                          | Wayne Isham         |
| 1989 | "I'll Be There For You"                                                                        | Mercury                                          | Wayne Isham         |
| 1989 | "Lay Your Hands On Me"                                                                         | Mercury                                          | Wayne Isham         |
| 1989 | "Living in Sin"                                                                                | Mercury                                          | Wayne Isham         |
| 1989 | "Blood on Blood"                                                                               | Mercury                                          | Wayne Isham         |
| 1992 | "Keep the Faith"                                                                               | Mercury                                          | Phil Joanou         |
| 1993 | "Bed of Roses" (short and extended versions)                                                   | Polygram                                         | Wayne Isham         |
| 1993 | "In These Arms"                                                                                | Mercury                                          | Wayne Isham         |
| 1993 | "I'll Sleep When I'm Dead"                                                                     | Mercury                                          | Troy Smith          |
| 1993 | "I Believe"                                                                                    | Mercury                                          | Nick Egan           |
| 1994 | "If I Was Your Mother"                                                                         | Mercury                                          | Wayne Isham         |
| 1994 | "Dry County"                                                                                   | Mercury                                          | Nick Egan           |
| 1994 | "Always" (original and alternate versions)                                                     | Mercury                                          | Marty Callner       |
| 1994 | "Please Come Home for Christmas"                                                               | Mercury                                          | Herb Ritts          |
| 1994 | "Someday I'll Be Saturday Night"                                                               | Mercury                                          | Wayne Isham         |
| 1995 | "Good Guys Don't Always Wear White"                                                            | Mercury                                          | Wayne Isham         |
| 1995 | "This Ain't a Love Song"                                                                       | Mercury                                          | Andy Morahan        |
| 1995 | "Something for the Pain"                                                                       | Mecury                                           | Marty Callner       |
| 1995 | "Lie to Me" (original, alternate, extender and director's cut versions)                        | Mercury                                          | Marty Callner       |
| 1996 | "These Days" (original and alternate version)                                                  | Mercury                                          | Steven Kirlys       |
| 1996 | "Hey God" (short and extended versions)                                                        | Mercury                                          | Matt Mahurin        |
| 1999 | "Real Life"                                                                                    | Mercury                                          | Wayne Isham         |
| 2000 | "It's My Life"                                                                                 | Island Records                                   | Wayne Isham         |
| 2000 | "Say It Isn't So"                                                                              | Island Records                                   | Wayne Isham         |
| 2000 | "Thank You for Loving Me"                                                                      | Island Records                                   | Wayne Isham         |
| 2001 | "One Wild Night"                                                                               | Island Def Jam                                   | Nancy Bardawil      |
| 2002 | "Everyday"                                                                                     | Island Def Jam/Universal                         | Joseph Kahn         |
| 2002 | "Misunderstood"                                                                                | Island Def Jam Music Group/Universal Music Group | Marc Klasfeld       |
| 2003 | "All About Lovin' You"                                                                         | Island Def Jam Music Group/Universal Music Group | Marc Klasfeld       |
| 2003 | "Wanted Dead or Alive 2003" (also 2001 live version)                                           | Island/Mercury                                   | Anthony M. Bongiovi |
| 2005 | "Have a Nice Day"                                                                              | Island                                           | Eric Hirshberg      |
| 2005 | "Who Says You Can't Go Home" (original version)                                                | Island                                           | Jeff Labbe          |
| 2005 | "Who Says You Can't Go Home" (Jennifer Nettles version)                                        | Island                                           | Anthony M. Bongiovi |
| 2006 | "Welcome to Wherever You Are"                                                                  | Island                                           | Wayne Isham         |
| 2007 | "(You Want to) Make a Memory"                                                                  | Mercury Nashville/Island Def Jam Music Group     | Kevin Kerslake      |
| 2007 | "Till We Ain't Strangers Anymore"                                                              | Island                                           | Phil Griffin        |
| 2007 | "Lost Highway"                                                                                 | Mercury Nashville/Island Def Jam Music Group     | Anthony M. Bongiovi |
| 2008 | "Whole Lot of Leavin'"                                                                         | Mercury Nashville/Island Def Jam Music Group     | Phil Griffin        |
| 2009 | "We Weren't Born to Follow"                                                                    | Island                                           | Craig Barry         |
| 2010 | "Superman Tonight"                                                                             | Island                                           | Phil Griffin        |
| 2010 | "When We Were Beautiful"                                                                       | Island                                           | Anthony M. Bongiovi |
| 2010 | "What Do You Got?"                                                                             | Island                                           | Wayne Isham         |
| 2010 | "This Is Our House"                                                                            | Island                                           | Anthony M. Bongiovi |
| 2011 | "No Apologies"                                                                                 | Island                                           | Anthony M. Bongiovi |
| 2013 | "Because We Can" (original, The Boxer: Act 1, Astrid: Act 2, The Beginning: Epilogue versions) | Island                                           | Fisher Stevens      |
| 2013 | "What About Now"                                                                               | Island                                           | Anthony M. Bongiovi |